# Periodisme antic

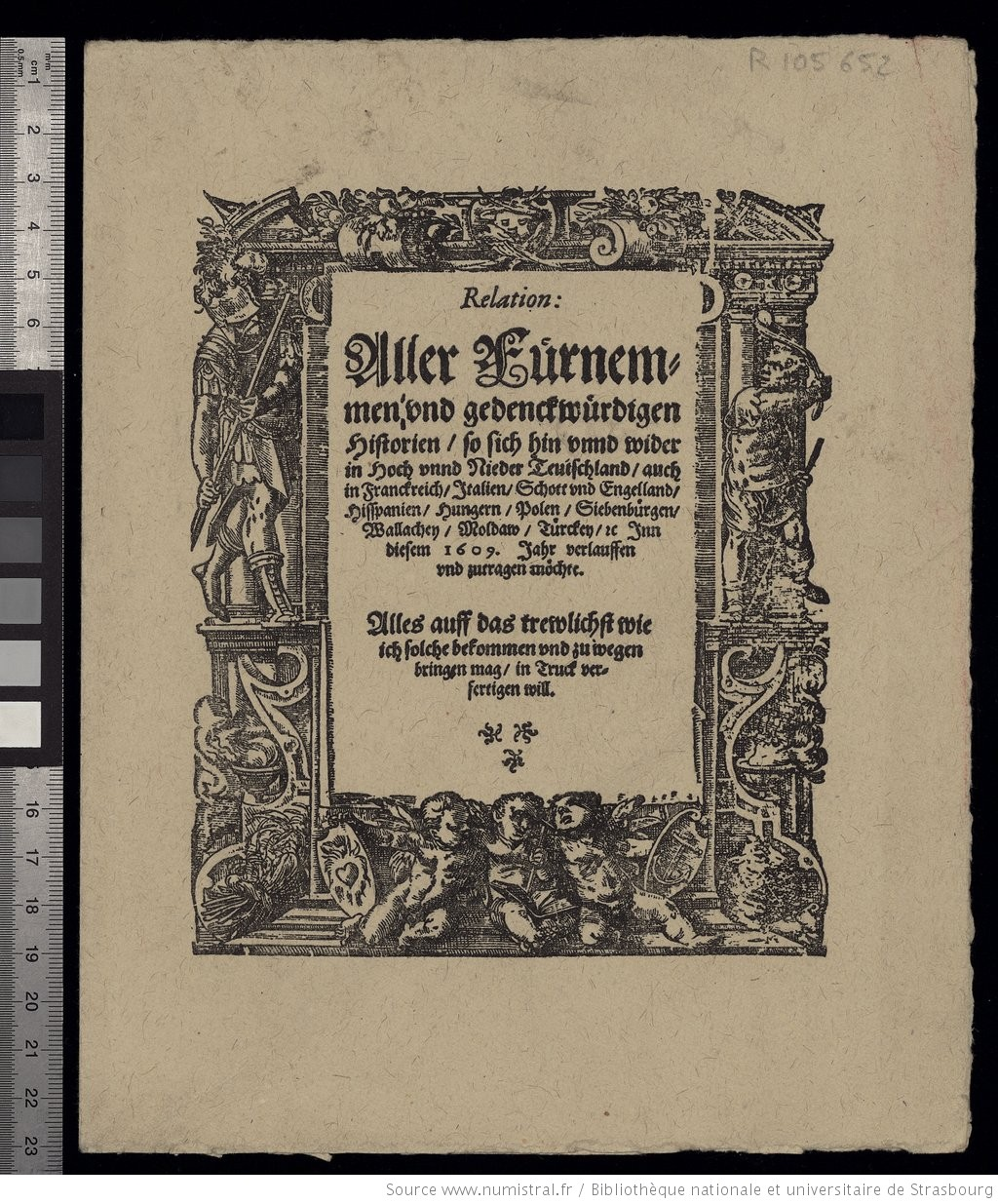
Pàgina inicial del periòdic alemany Relation aller Fürnemmen und gedenckwürdigen Historien que serveix per datar l'inici de la història del periodisme al 1609

El periodisme antic o artesà és l'etapa de la història del periodisme que comença amb l'aparició de les primeres gasetes setmanals, el 1609, i s'allarga fins a l'impuls de la llibertat d'impremta amb la Revolució francesa i la Declaració dels Drets de l'Home i del Ciutadà. L'element principal d'aquest període és la circulació de les notícies i el primer desenvolupament de la premsa de manera paral·lela en diversos països europeus. Fins al segle xvii la periodicitat setmanal d'algunes publicacions no passà a ser diària.

## Gasetes
Les gasetes foren el principal format de la premsa periòdica des de principi del segle xvii arreu d'Europa. Apareixien setmanalment i en quatre pàgines recollien notícies breus, principalment sobre política i aspectes militars. Suposà l'inici de la difusió periòdica de notícies impreses entre un públic nombrós i heterogeni per part d'un emissor institucionalitzat. Tal com va mostrar Tobías Peucer en una tesi del 1690, en aquell moment ja s'utilitzaven les "sis w" per a redactar notícies.
Les dues primeres publicacions periodístiques setmanals que marquen l'origen de la història del periodisme són de l'Alemanya del 1609. El primer periòdic de la història del periodisme fou Relation aller Fürnemmen und gedenckwürdigen Historien (Col·lecció de totes les notícies distingides i memorables), publicada a Wolfenbüttel des del 1609. El segon és el Relatio d'Estrasburg. Foren les primeres dues gasetes setmanals que van aparèixer després d'un segle i mig d'evolució de les fulles impreses no periòdiques. Aviat es va publicar la gaseta de Basilea (1610), la de Viena (1615), la Frankfurten Journel de Frankfurt del Main (1615), la de Berlín (1617), la d'Hamburg (1618), la de Londres (1622), la Gaceta Publica d'Itàlia (1640) i la Gazeta de Barcelona (1641). El 1650 hi havia 30 ciutats alemanyes amb gasetes actives.
El primer periòdic del Regne de França, la Gazette de France, fou publicat des del 1632 pel metge reial Theophrastus Renaudot (1586-1653), amb el patronatge de Lluís XIII i que es convertiria en el model de la premsa d'Estat. Tots els diaris estaven subjectes a la censura prèvia i servien com a instruments de propaganda per la monarquia. Jean Loret és considerat un dels primers periodistes francesos. Difongué notícies setmanals de la societat de París en vers des del 1650 fins al 1665, en el que s'anomenà la Gazette burlesque. En aquesta etapa del periodisme francès hi ha historiadors que també esmenten el Mercure française, eminentment literari, i el Journal des Savants, principalment científic.

## Diaris

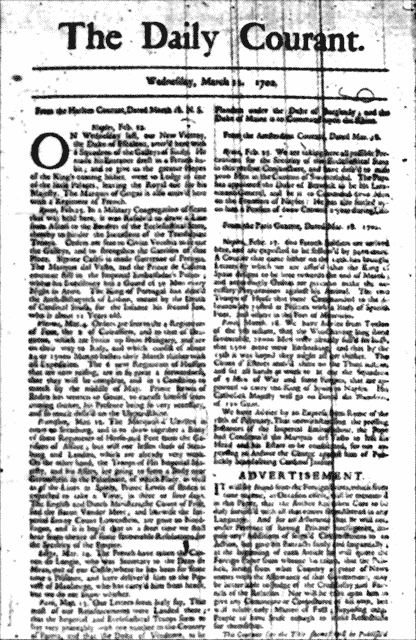
Imatge d'un exemplar del Daily Courant, un diari anglès fundat el 1702

La periodicitat diària apareixeria a Anglaterra. Diverses ciutats europees, sobretot les situades en l'eix Amberes-Venècia, donaren passos en la mateixa direcció que França. El 1620 a Holanda s'imprimien fulls volants titulades Coranto, sobre esdeveniments que els llibreters anglesos importaven per a satisfer la demanda d'informació del públic sobre els conflictes bèl·lics del continent que van portar a la Guerra dels Trents Anys. Alguns anglesos aviat van imprimir les seves pròpies fulles amb el títol Corantos fins al 1641, quan els informes diaris de notícies locals van començar a aparèixer en altres fullses de notícies, els anomenats diürns. Les lluites pel poder polític anglès van fer multiplicar l'aparició d'aquests fulls a favor de la monarquia i el parlament. Quan la monarquia guanyà, cedí els drets editorials a Oxford Gazzette, que es passà a dir London Gazzette i es convertí en el mitjà oficial de la corona. També a Anglaterra al segle xvii es començà a utilitzar la publicitat i aparegué la idea de crear oficines per relacionar ofertes i demanes. El primer periòdic britànic amb periodicitat diària va aparèixer l'11 de març de 1702 amb el títol de Daily Courant. De caràcter neutre, va sobreviure fins al 1735. Només publicava la informació procedent d'un periòdic francès i dos d'holandesos, sense cap notícia sobre Anglaterra.
A Espanya aparegué el Diario Noticioso, Curioso, Erudito y Comercial, Público y Económico el 1758, i el Diario de Barcelona el 1792. A Alemanya tingué un paper destacat l'Allgemaine Zeitung creat el 1789, però fou superat pel Kölnische Zeitung, que havia estat fundat el 1762 però que fins i tot es difongué fora d'Alemanya. Pel que fa al continent americà, a partir del 1722 es publicaren periòdics a Mèxic i Perú. El primer diari amb periodicitat diària fou Le Journal de Paris, que aparegué el 1777.

## Llibertat d'impremta
La impremta es va estendre ràpidament per Europa a la dècada del 1460 per Alemanya, Itàlia i França i a la del 1470 a Catalunya, Espanya, Anglaterra, la República Txeca i Portugal. El 1478 les ciutats europees amb impremtes eren 110, i el 1500 més de 200. De seguida, però, diversos governs limitaren la llibertat d'impremta. Haurien de passar més de dos segles perquè els aires de la Il·lustració portessin a la promulgació de la llibertat d'impremta o de premsa en diversos estats, el que va significar un canvi important en la història del periodisme al permetre als mitjans de comunicació difondre notícies sense controls governamentals o censura. La llibertat d'impremta fou implementada el 1695 a Anglaterra, el 1786 als Estats Units, amb la Constitució francesa de 1791 i la Constitució Espanyola de 1812.
Malgrat aquestes promulgacions oficials, durant les primeres dècades aquesta llibertat era molt relativa. Castro Alfín indica que durant els tres primers quarts del segle xix els règims lliberals avançats i moderats i els règims absolutistes van coincidir en censurar, contrariant a vegades el que apareixia a la legislació. En aquest sentit, indica que a la pràctica els únics països amb llibertat d'impremta abans del primer terç del segle xix foren Bèlgica, Gran Bretanya i Noruega, i poc després Dinamarca, Holanda, Suïssa, Noruega i Suècia.